# Roberto Mussi
Roberto Mussi, född 25 augusti 1963, är en italiensk före detta professionell fotbollsspelare som spelade antingen mittback eller högerback för fotbollsklubbarna Massese, Parma, Milan och Torino mellan 1981 och 1999. Mussi spelade också elva landslagsmatcher för det italienska fotbollslandslaget mellan 1993 och 1996, där höjdpunkten var att få ett silver i världsmästerskapet i fotboll 1994.

## Vunna mästerskap och turneringar
Roberto Mussi vann följande mästerskap och turneringar:
| Parma - Ett Serie C1-mästerskap (1985–1986) - Två Uefacuper (1994–1995 och 1998–1999) - En Coppa Italia (1998–1999) | Milan - Ett Serie A-mästerskap (1987–1988) - En Supercoppa Italiana (1988) - En Europacup (1988–1989) | Torino - Ett Serie B-mästerskap (1989–1990) - En Mitroacup (1991) - En Coppa Italia (1992–1993) |